# روبن غراي
روبن غراي (بالإنجليزية: Robin Gray)‏ هو سياسي أسترالي، ولد في 1 مارس 1940 في أستراليا. حزبياً، نشط في حزب أستراليا الليبرالي (فرع تاسمانيا) ‏. في 1976 Tasmanian state election ‏، انتخب عضو مجلس النواب تسمانيا من الجمعية عن دائرة Division of Wilmot (state) ‏ (11 ديسمبر 1976 – 12 سبتمبر 1984) وانتخب عضو مجلس النواب تسمانيا من الجمعية عن دائرة Division of Lyons (state) ‏ (12 سبتمبر 1984 – 1 ديسمبر 1995) وانتخب Premier of Tasmania ‏ (26 مايو 1982 – 29 يونيو 1989).